# Сугайник отруйний
Сугайник отруйний (Doronicum pardalianches) — багаторічна трав'яниста рослина родини айстрових (складноцвітих).  

## Опис
Як і інші представники роду сугайник (Doronicum), це кореневищний трав'янистий багаторічник. У нього прямостоячі стебла, що виростають до 80 см, із серцеподібними прикореневими листям і жовтими квітками, зазвичай 3–4 см в поперечнику. 

## Поширення
Він є вихідцем із Західної Європи і був занесений на Британські острови, де вперше був зафіксований у Нортумберленді в 1633 році.